# Escut de Seva
L'escut oficial de Seva té el següent blasonament:
Escut caironat: de sinople, una mitra d'argent embellida d'or; el peu partit: 1r losanjat d'or i de gules, 2n de gules, sembrat de creuetes d'argent. Per timbre una corona mural de poble.

## Història
Va ser aprovat el 14 de maig de 1987 i publicat al DOGC el 2 de juny del mateix any amb el número 2403.
Seva va pertànyer al castell del Brull, al vescomtat d'Osona, fins al 1265, quan la va comprar el bisbe de Vic, el qual en fou propietari fins al segle xix; aquest territori va ser administrat per les famílies Centelles i Alemany-Cruïlles-Vilademany. L'escut recorda, doncs, els diversos senyors que ha ostentat el poble: els bisbes de Vic (la mitra), els Centelles (losanjat d'or i de gules) i els Cruïlles (camper de gules sembrat de creuetes d'argent).